# Valter Åhlén
Valter Åhlén (* 6. August 1929 in Hille församling; † 23. Oktober 1988 in Gävle) war ein schwedischer Eishockeyspieler. 

## Karriere
Valter Åhlén begann seine Karriere als Eishockeyspieler beim Gävle Godtemplares IK, für dessen Profimannschaft er in der Saison 1951/52 sowie von 1955 bis 1958 in der Division 1, der damals höchsten schwedischen Spielklasse, aktiv war. Mit dem Gävle GIK gewann er in der Saison 1956/57 den schwedischen Meistertitel. Von 1958 bis 1960 lief er für Hammarby IF auf, ehe er seine Karriere im Alter von 31 Jahren beendete. 

### International
Für Schweden nahm Åhlén an der Weltmeisterschaft 1957 teil, bei der er mit seiner Mannschaft die Goldmedaille gewann. Als bestes europäisches Team wurde Schweden zudem Europameister.  

## Erfolge und Auszeichnungen
- 1957 Schwedischer Meister mit dem Gävle Godtemplares IK
- 1957 Goldmedaille bei der Weltmeisterschaft